# Duncombe Park

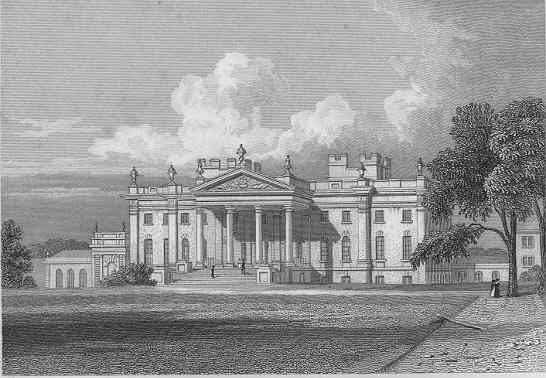
Duncombe Park um 1829

Duncombe Park ist ein Landhaus südwestlich von Helmsley in der englischen Verwaltungseinheit North Yorkshire. Das Haus, das in einem 120 Hektar großen Park steht, ist der Familiensitz der Duncombes, deren Familienoberhaupt den Titel Baron Feversham trägt. Das Anwesen liegt über den tief eingeschnittenen Mäandern des River Rye im North York Moors National Park.

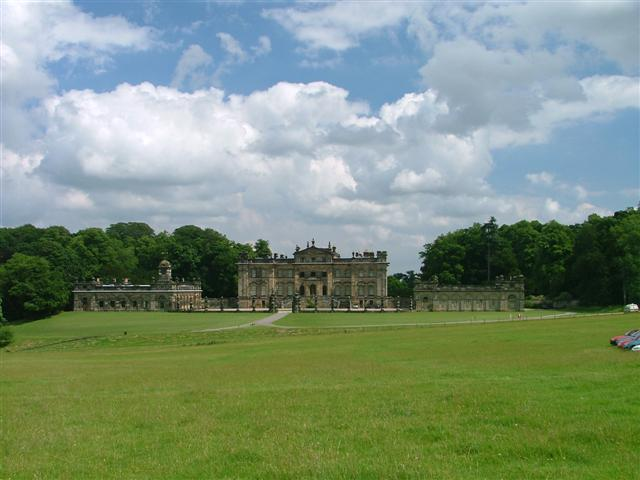
Eingangsfassade von Duncombe Park

Thomas Duncombe (geb. Thomas Brown) beauftragte den Gentleman-Architekten William Wakefield mit dem Bau des Hauses, das 1713 fertiggestellt wurde. Charles Barry baute es 1843 um. 1879 brannte das Hauptgebäude nieder und blieb bis 1895 eine Ruine. Den Wiederaufbau leitete der Architekt William Young. Das wiederaufgebaute Haus basierte auf dem abgebrannten Original; es wurde aber gegenüber diesem auch verändert, besonders im Inneren, um es modernen Bedürfnissen anzupassen. Das Haus hat zwei Hauptetagen, einen Keller und ein Dachgeschoss.
Das Haus selbst, das English Heritage als historisches Gebäude I. Grades gelistet hat, ist nicht öffentlich zugänglich. Besucher können aber den 12 Hektar großen Garten von April bis Ende August besichtigen.

## Geschichte
1694 kaufte Charles Duncombe, einer der reichsten Bürger Englands, das 160 km² große Helmsley-Anwesen und weilte auch gelegentlich in Helmsley Castle. Nach seinem Tod 1711 fiel es an seine Schwester Ursula und dann an ihren Sohn Thomas Brown, der daraufhin seinen Namen in „Thomas Duncombe“ änderte und den Bau des heutigen Hauses beauftragte. Nach seinem Tod fiel das Anwesen 1746 an seinen Sohn Thomas Duncombe II. († 1779) der es um das Gelände der Rievaulx Terrace & Temples erweiterte. 1774 heiratete Anne Duncombe, die Tochter von Thomas Duncombe, Robert Shafto aus Whitworth Hall in County Durham, der in dem bekannten Volkslied „Bonny Bobby Shaftoe“ besungen wird.
Ende des 18. Jahrhunderts gehörte Duncombe Park Charles Slingsby Duncombe, dem Sohn von Thomas Duncombe, den seinerseits sein ältester Sohn Charles beerbte. Charles Duncombe war Mitglied des britischen Unterhauses für die Wahlkreise Shaftsbury, Aldborough, Heytesbury und Newport (Isle of Wight), sowie 1790 und 1791 High Sheriff of Yorkshire. Er baute eine beträchtliche Kunstsammlung auf, die er in seinem Heim unterbrachte, und wurde 1826 zum Baron Feversham ernannt. Sein Sohn William folgte ihm nach und war der Parlamentsabgeordnete für Yorkshire und ab 1832 für den neuen Wahlkreis North Riding of Yorkshire. Williams Sohn William wurde zum ersten Earl of Feversham erhoben. Der zweite Earl fiel im Ersten Weltkrieg und nach dem Tod des dritten Earls 1963 erlosch das Earldom.
Von 1914 bis 1930 diente das Gebäude als Mädchenschule. Rievaulx Terrace & Temples erwarb de National Trust 1972. Seit 1985 diente das Haus wieder als Familiensitz für den 6. Baron Feversham, fiel dann aber nach dessen Tod 2009 nicht an dessen Erben, Jasper Duncombe, 7. Baron Feversham, sondern an den jüngeren Sohn Jake Duncombe.
2011 wurde das Haus für die Öffentlichkeit geschlossen.
2012 diente Duncombe Park als Filmkulisse für die Fernsehdramaserie Parade’s End – Der letzte Gentleman als fiktive Groby Hall in Cleveland. Der Film, in dem Benedict Cumberbatch und Rebecca Hall die Hauptrollen darstellten, basiert auf den Novellen von Ford Madox Ford.
Im März 2013 eröffnete das International Centre for Birds of Prey (Internationales Raubvogelzentrum) eine Niederlassung auf dem Anwesen.